# 비토리오 데 시카
비토리오 데 시카(Vittorio De Sica ; 1901년 7월 7일 ~ 1974년 11월 13일)는 이탈리아의 영화 감독이다. 고학으로 학업을 마치고 영화 배우를 거쳐 1939년 《홍장미》에서 감독을 시작하다가 제2차 세계 대전 후 발표한 《구두닦이》, 《자전거 도둑》에서 네오 리얼리즘의 선구가 되었다. 날카로운 현실 응시의 눈을 가졌으며 희극으로 탁월한 재능을 발휘했다.
그의 작품으로는 《밀라노의 기적》, 《움베르토 디》, 《종착역》, 《지붕》, 《두 여인》, 《어제, 오늘, 내일》, 《이탈리아식 결혼》 등이 있다.

## 출연 작품
- 짧은 휴가 (1975)
- 엔디 워홀의 드라큐라 (1974)
- 핀치 콘티니의 정원 (1970)
- 해바라기 (1970)
- 데이빗 프로스트 쇼 (1969)
- 이프 이츠 튜즈데이 (1969)
- 12 + 1 (1969)
- 슈즈 오브 더 피셔먼 (1968)
- 폭소 플루토늄 공수 작전 (1968)
- 연인들의 장소 (1968)
- 우먼 타임스 세븐 (1967)
- 다섯 마녀 이야기 (1967)
- 어 뉴 월드 (1966)
- 미, 미, 미... 앤 디 아더스 (1966)
- 폭스를 잡아라 (1966)
- 이탈리아식 결혼 (1964)
- 더 붐(영어판) (1963)
- 어제, 오늘, 내일 (1963)
- 보카치오 70 (1962)
- 두 여인 (1961)
- 알라딘의 마술 램프 (1961)
- 러브 인 로마 (1960)
- 더 트래픽 폴리스맨 (1960)
- 아우스트리츠의 영웅 (1960)
- 로베라의 장군 (1959)
- 지나의 초상 (1958)
- 파더스 앤 썬즈 (1957)
- 무기여 잘 있거라 (1957)
- 지붕 (1956)
- 소렌토의 염문 (1955)
- 슬라이스 오브 라이프 (1954)
- 나폴리의 황금 (1954)
- 빵과 사랑과 꿈 (1953)
- 마담D (1953)
- 종착역 (1953)
- 움베르토디 (1952)
- 밀라노의 기적 (1951)
- 자전거 도둑 (1948)
- 구두닦이 (1946)
- 아이들이 우리를 보고 있다 (1944)
- 수녀원의 가리발디 병사 (1941)
- 마농(영어판) (1940)
- 말괄량이 막달레나 (1940)
- 인간 군상 (1932)